# Požežina
Požežina (szerbül: Пожежина), település Szerbiában, a Raškai körzet Novi Pazar községében.

## Népesség
- 1948-ban 300 lakosa volt.
- 1953-ban 303 lakosa volt.
- 1961-ben 334 lakosa volt.
- 1971-ben 300 lakosa volt.
- 1981-ben 250 lakosa volt.
- 1991-ben 267 lakosa volt.
- 2002-ben 251 lakosa volt, akik közül 244 szerb (97,21%), 4 ismeretlen.